# Might and Delight
Might and Delightは、ストックホルムを拠点とする、2010年設立のゲーム開発・販売を行うスウェーデンのゲーム会社である。主に『Shelter』シリーズの開発で知られている。

## 略歴
Might and Delightは、2010年当時『Bionic Commando Rearmed』で知られるゲーム会社GRINで働いていた11のチームを含むメンバーにより設立された。
当初の目的は、「斬新でアクセスしやすいもの」（something fresh and accessible）を与えうるシンプルなゲームを作ることであった。 スタジオを立ち上げて最初のゲームとなった『Pid』を手掛け始めた時、開発チームは良いゲームを作ることに非常に熱心で、一部の開発者が1日に14〜17時間働くなど、長い期間の「クランチ」に入った。 この時期のことを後にCEOであるAnders Westinは、「野心は危険だから、そうさせるべきではなかった。」と振り返っている。次作となった『Shelter』では、ゲームの範囲を拡大しすぎないようにし、過労とならない様にした。
また、2015年には特徴的なアートスタイルや強いテーマを持つゲームを中心に据えたゲームの発売を開始すると発表している。

## ゲーム
| Title                        | Year | Platforms                                                    |
| ---------------------------- | ---- | ------------------------------------------------------------ |
| Pid                          | 2012 | Xbox Live Arcade, PlayStation 3, Microsoft Windows, Mac OS X |
| Shelter                      | 2013 | Microsoft Windows, OS X                                      |
| The Blue Flamingo            | 2014 | Microsoft Windows                                            |
| Shelter 2                    | 2015 | Microsoft Windows, OS X, Linux, Nintendo Switch              |
| Paws                         | 2016 | Microsoft Windows, OS X, Linux, Nintendo Switch              |
| Meadow                       | 2016 | Microsoft Windows, OS X, Linux                               |
| Tiny Echo                    | 2017 | Microsoft Windows, OS X, Linux                               |
| Shelter 3 (unreleased)       | 2020 | Microsoft Windows, OS X, Linux                               |
| Book of Travels (unreleased) | 2020 | Microsoft Windows, OS X, Linux                               |

2015年にシュールな作風の探索ゲーム『Child of Cooper』を発表したが、ゲームへの関心の低さを理由として発売3ヶ月前に発売中止とした。
『Shelter 2』と『Paws』は、2018年にShelter GenerationsバンドルでNintendo Switch向けに発売された。
2020年発売予定の『Book of Travels』について、2019年にKickstarter上で開発資金を調達するためのキャンペーンを行い、目標の245,810SEK（約260万円）に対し、10倍以上の2,516,656SEK（約2700万円）を集めた。
2015年には、Might and Delightで開発した自社のゲーム『Shelter 2』に加え、2016年にはゲーム会社Spelkraftが開発した『Pan-Pan』を発売した。

## 柱脚
1. ↑  “Might and Delight” (Swedish). FZ. (2010年4月30日) 2019年10月24日閲覧。
2. ↑  Martin, Matt (2010年4月19日). “Ex GRIN team reform as Might and Delight”. gamesindustry.biz 2019年10月24日閲覧。
3. ↑  スケジュール通りにゲームを開発するために必要な小目標を達成できていない時のこと。詳細はCrunch time（英語版）参照。
4. ↑  Fridén, Eric (2013年10月23日). “Scandinavian crunch: Pid developer Might and Delight goes its own way”. Polygon 2019年10月24日閲覧。
5. ↑  Kerr, Chris (2015年11月19日). “Shelter developer Might and Delight turns publisher”. Gamasutra 2019年10月24日閲覧。
6. 1 2  Brown, Fraser (2015年11月19日). “Shelter developer Might and Delight is now a publisher and wants your games”. PCGamesN 2019年10月24日閲覧。
7. ↑  Brown, Fraser (2015年5月26日). “Might and Delight teases its surreal exploration game: Child of Cooper”. PCGamesN 2019年10月24日閲覧。
8. ↑  Seedhouse, Alex (2018年5月10日). “Shelter Generations Review”. Nintendo Insider 2019年10月24日閲覧。
9. ↑  Macgregor, Jody (2019年9月12日). “Book of Travels is a TMO: A tiny multiplayer online game”. PC Gamer 2019年10月24日閲覧。
10. ↑  Lauren, Morton (2020年1月31日). “Shelter developers will beta test their new "tiny MORPG" this summer”. Rock, Paper, Shotgun 2020年3月14日閲覧。
11. ↑  “Book of Travels | A serene online RPG”. Kickstarter. 2020年4月20日閲覧。
12. ↑  Famularo, Jessica (2016年8月4日). “Pan-Pan Looks to Be A Charming Puzzle Adventure”. Rock, Paper, Shotgun 2019年10月24日閲覧。